# Венисанхара
«Венисанхара», или «Венисангара» (Venîsamhâra = «Плетение косы»: venî = «коса», samhâra от корня har + sam = слав.
 = «собирание», «стягивание»), — индийская популярная шестиактная драма на санскрите поэта Бхатты Нараяны (Bhatta Nârâyana), известная уже в Χ веке. Время возникновения, согласно издавшему драму Гриллю (Лейпциг, 1871), относится к VI веку..

## Содержание
Содержание заимствовано из «Махабхараты» и в поэтическом отношении стоит невысоко. Несмотря на это, драма уже давно пользуется широкой популярностью, так как написана с явной целью прославления бога Кришны, поклонники которого очень многочисленны в Индии.
Эпизод из Махабхараты, произошедший с Драупади, которую один из братьев Дурьодханы притаскивает за волосы в собрание.

## Издания
- Издание Грилля (Лейпциг, 1871)[1].
- Критическое издание с комментарием индийского учёного Jibananda Vidyasagara (Калькутта, 1875)[1].

## Переводы
- Английский перевод индийского учёного Суриндро Мохун Тагора (Калькутта, 1880)[1].